# Hemigaleus
Ne doit pas être confondu avec Hemigalus.
Genre
Hemigaleus est un genre de requins, de la famille des Hémigaléidés.

## Liste des espèces
Selon ITIS:
- Hemigaleus microstoma Bleeker, 1852

Selon FishBase:
- Hemigaleus australiensis  White, Last et Compagno, 2005
- Hemigaleus microstoma  Bleeker, 1852 - Milandre faucille